# Miopsalis lionota
Espèce
Synonymes
- Stylocellus lionotus Pocock, 1897

Miopsalis lionota est une espèce d'opilions cyphophthalmes de la famille des Stylocellidae.

## Distribution
Cette espèce est endémique du Sabah en Malaisie. Elle se rencontre vers Sandakan.

## Description
Le mâle holotype mesure 6 mm.

## Systématique et taxinomie
Cette espèce a été décrite sous le protonyme Stylocellus lionotus par Pocock en 1897. Elle est placée dans le genre Miopsalis par Clouse et Giribet en 2012.

## Publication originale
- Pocock, 1897 : « Description of some new Oriental Opiliones recently received by the British Museum. » Annals and Magazine of Natural History, sér. 6, vol. 19, p. 283–292 (texte intégral).